# Volcán de San Vicente
El volcán de San Vicente o Chichontepec está ubicado en los municipios de Guadalupe y Tepetitán en el departamento de San Vicente; y Zacatecoluca y San Juan Nonualco en el departamento de la Paz en El Salvador. Se localiza aproximadamente a 60 kilómetros al este de la ciudad capital San Salvador. Es el segundo volcán de más altura de este país. La madrugada del 8 de noviembre de 2009 una fuerte lluvia del huracán Ida que duró cinco horas saturó la tierra en las faldas del volcán de San Vicente, lo que provocó el deslave que acabó con las vidas de 92 personas, aproximadamente, en los distritos de Guadalupe, Tepetitán y Verapaz.
Consta de dos elevaciones: la más alta de 2.173 m s. n. m. con una depresión en medio, reminiscencia de lo que fue un cráter; la otra, de 2.083 m s. n. m., que tiene  forma de cono con un cráter abierto hacia el este. En la base del volcán, en su costado norte, que le corresponde al departamento de San Vicente, se ubican manantiales de aguas termales conocidos como "los infiernillos de Agua Agria", los cuales emanan fuertes vapores, y humo sulfúrico; más hacia el norte del volcán se extiende el Valle de Jiboa, una de las zonas más ricas de cultivo en este país, particularmente la producción de la caña de azúcar y su famoso festival de la panela. De este volcán se desconoce alguna erupción.

## Toponimia
Este volcán es conocido también con el supuesto nombre aborigen Náhuatl de Chichontepec o Chichontepeque, que significaría Cerro de las dos tetas. Sin embargo, el historiador Jorge Lardé y Larín asevera que tal denominación fue un «invento» del coronel y licenciado Manuel Fernández en su obra Bosquejo físico, político e histórico de la República del Salvador de 1869. Al contrario, en el siglo XVI fue conocido como Iztepec o Iztepeque (montaña de obsidianas), y a principios del siglo XVII, como Zacatecoluca; siendo en el siglo XVIII, muy probablemente, que adquirió el apelativo de San Vicente.

## Historia
En los tiempos de la América precolombina, los habitantes pipiles nahuas y nonualcos visitaban el volcán para practicar la caza como también la recolección, especialmente de la piedra volcánica de obsidiana para la elaboración de herramientas. El volcán a estado cubierto por un inmenso bosque donde se ha conservado diversas especies de la fauna y flora, así como diversos nacimientos de agua. 
Durante los siglos XVII y XVIII debido a la poca población existente en la región, gran parte de estos siglos el volcán se mantuvo intacto de cualquier actividad humana y pocas veces era explorado. A partir del siglo XIX, diversos inversionistas y familias empezaron a comprar tierras en las faldas del volcán y algunas áreas altas para la producción y cosecha del café, siendo una zona de gran producción hasta gran parte del siglo XX. Durante los años 70 y al comienzo de la guerra civil salvadoreña, muchos pobladores de las faldas del volcán y alrededores fueron motivados por curas creyentes de la teología de la liberación, y organizados por Felipe Peña para ser miembros de la primera guerrilla salvadoreña, las FPL; liderados desde los años 70 por Salvador Cayetano Carpio, su fundador.
El volcán fue utilizado como parte de sus bases principales durante gran parte de la guerra, y fue durante los años 80 que marco un cambio para la economía de la región. Los constantes sabotajes y secuestros, así como los enfrentamientos diezmaron la actividad del café, y un ligero despoblamiento en las faldas del volcán. Muchas fincas y cafetales fueron abandonados siendo absorbidos por los bosques, y muchas familias campesinas se desplazaron a otros lugares del país, así como la creciente migración hacia los Estados Unidos. En la actualidad desde los años 90, muchas personas retomaron la actividad de la siembra del café, pero únicamente en menor medida y solo en las faldas del volcán, muchos son apoyados por el gobierno a partir de 2022.

## Deslaves durante la tormenta tropical Ida
La madrugada del 8 de noviembre de 2009 una fuerte lluvia de cinco horas saturó la tierra en las faldas del volcán de San Vicente durante el huracán Ida, lo que provocó el deslave que acabó con las vidas de 36 personas aproximadamente, en los municipios de Guadalupe, Tepetitán y Verapaz. 
La mayor acumulación de lluvia fue en la estación de San Vicente, con 355 milímetros. La saturación de humedad provocó un deslave en el volcán Chinchontepec que afectó a varios municipios. Hubo deslizamientos y daños en diversos puntos de carreteras pavimentadas y no pavimentadas; muchos puentes colapsaron y tuvieron daños y se generaron decenas de cárcavas. 

## Fauna y Flora
En la actualidad, gran parte del volcán se encuentra cubierto por un inmenso bosque, el cual se ha mantenido muy bien conservado y posee una diversidad de árboles, plantas y animales que habitan en ella.

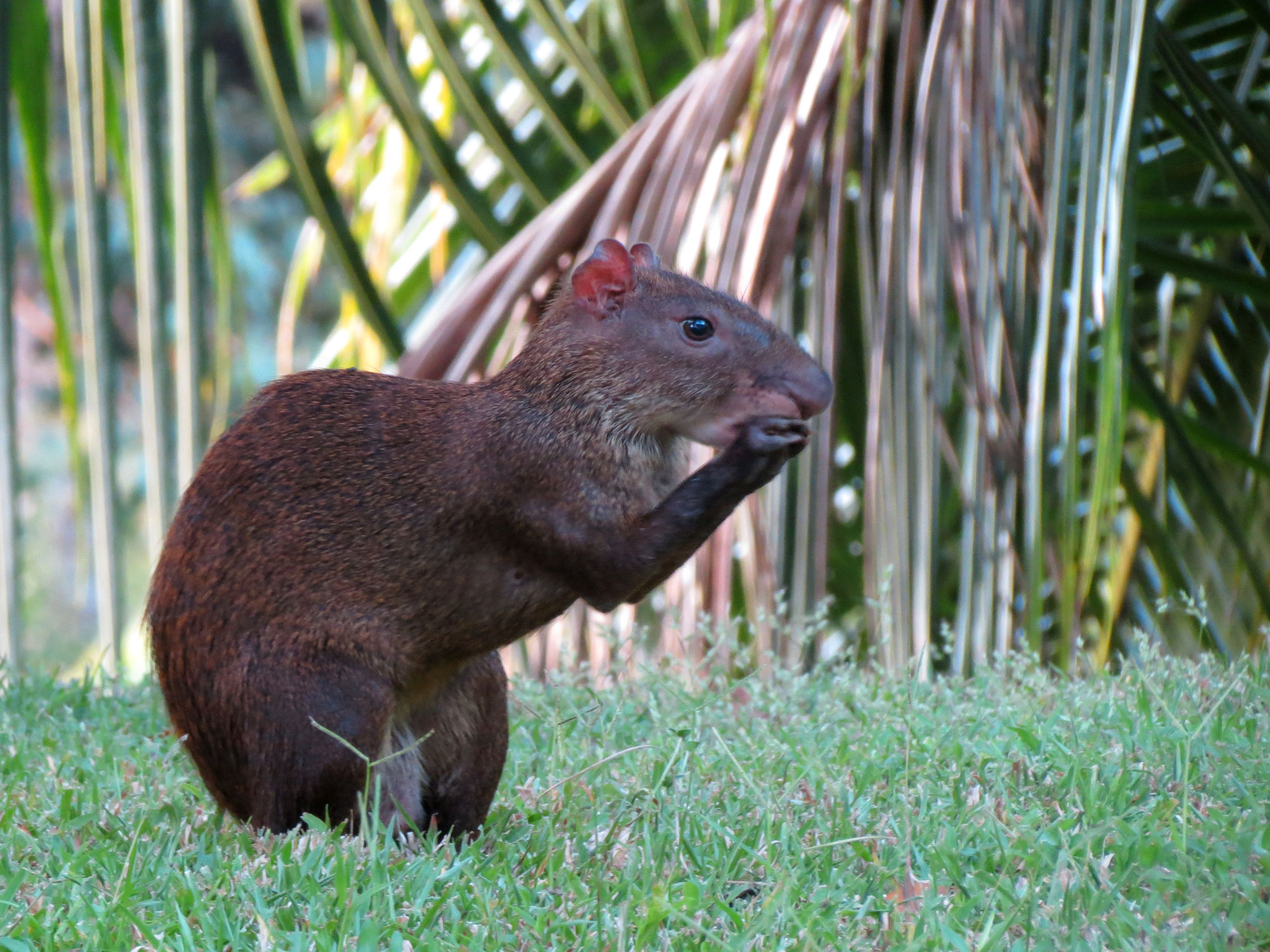
Cotuza
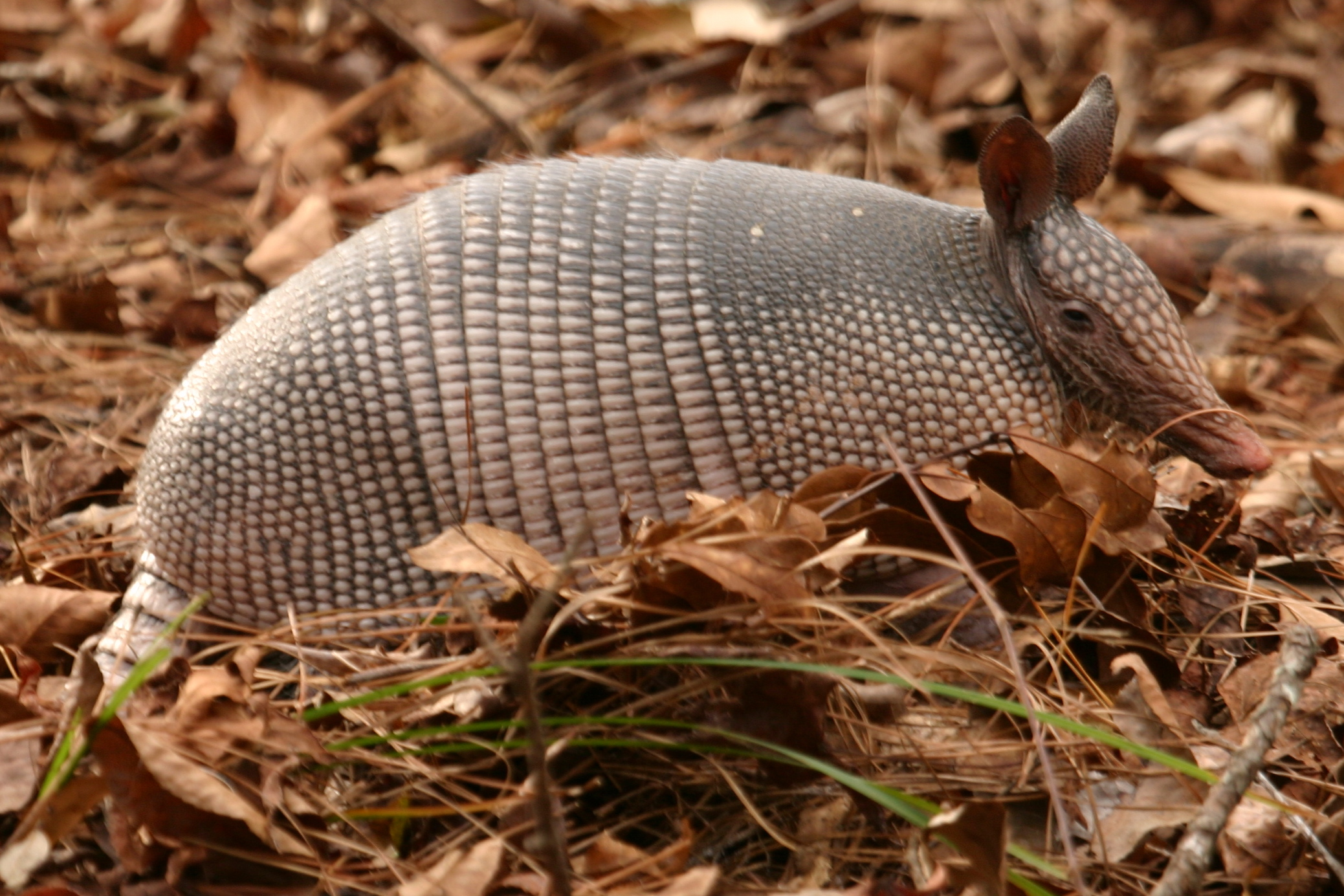
Armadillo
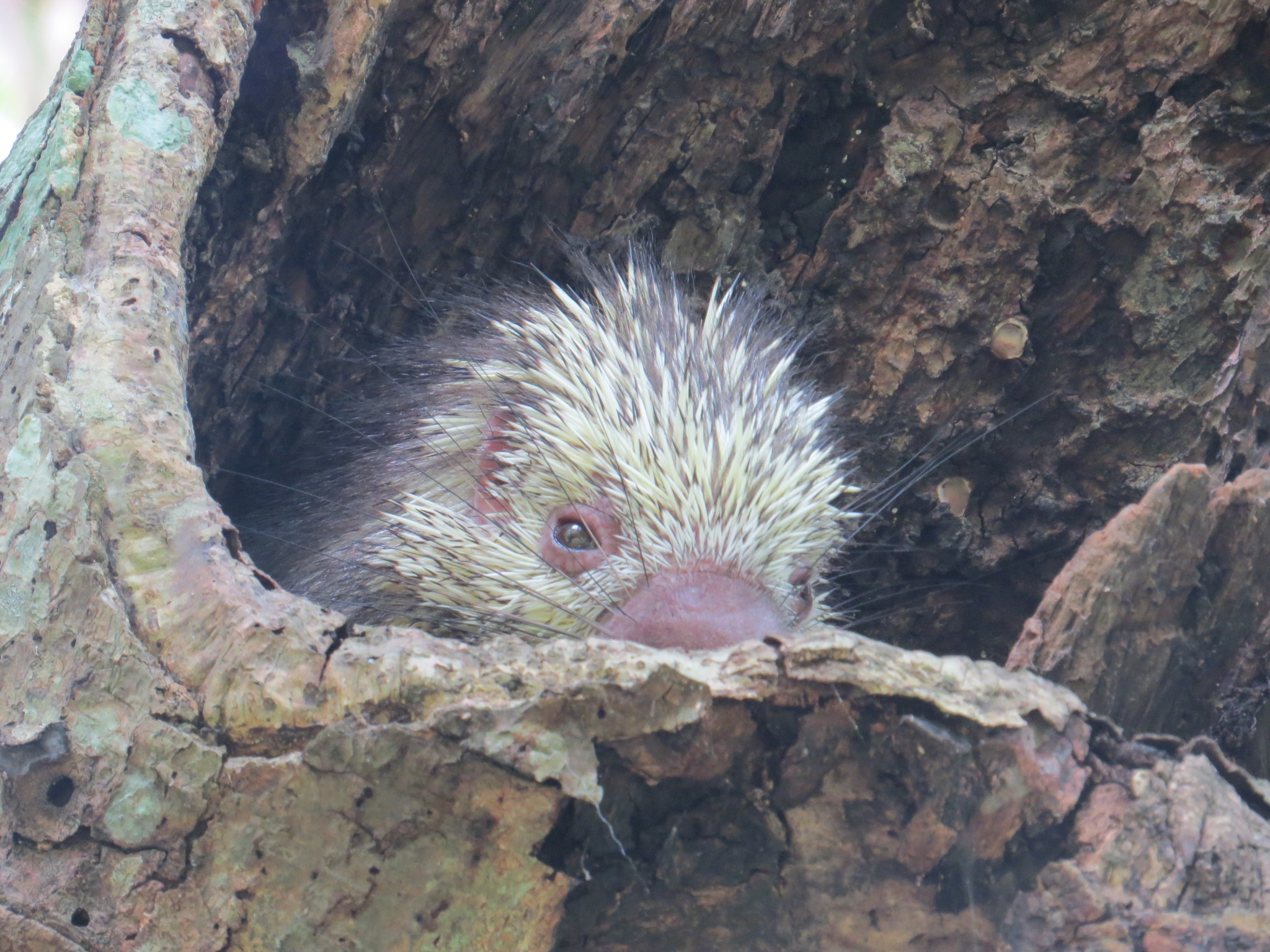
Puercoespín
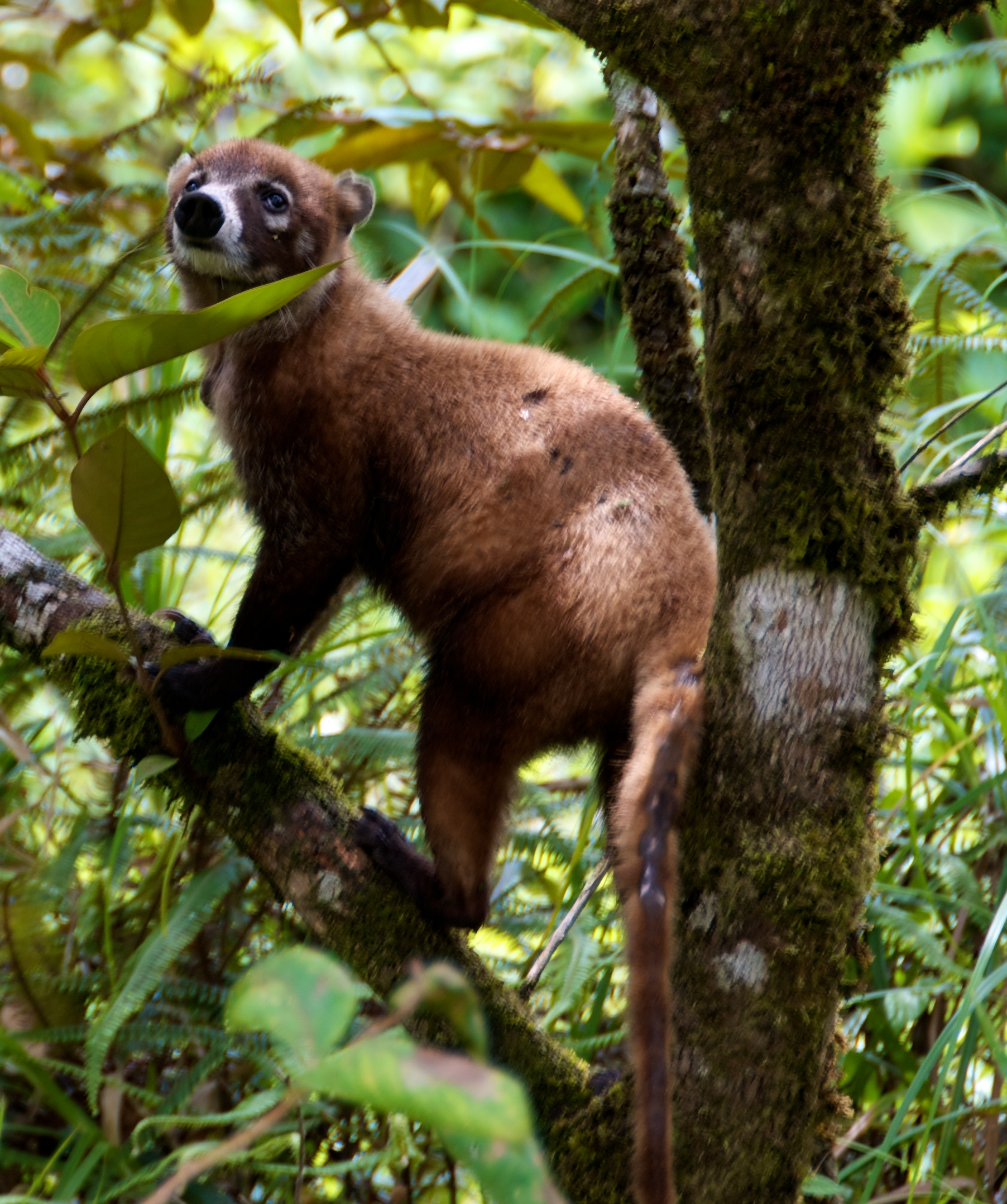
Coatí
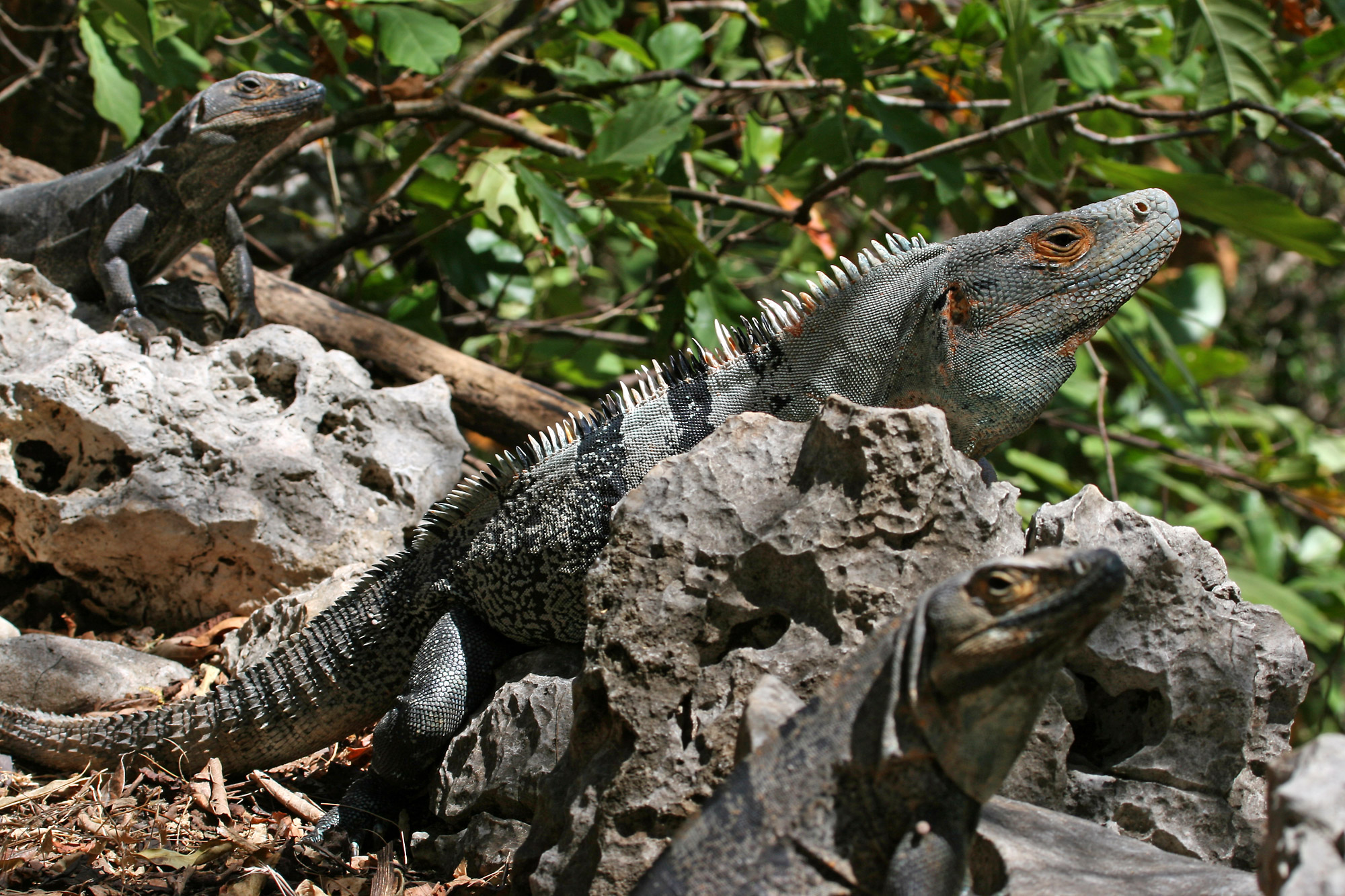
Garrobo
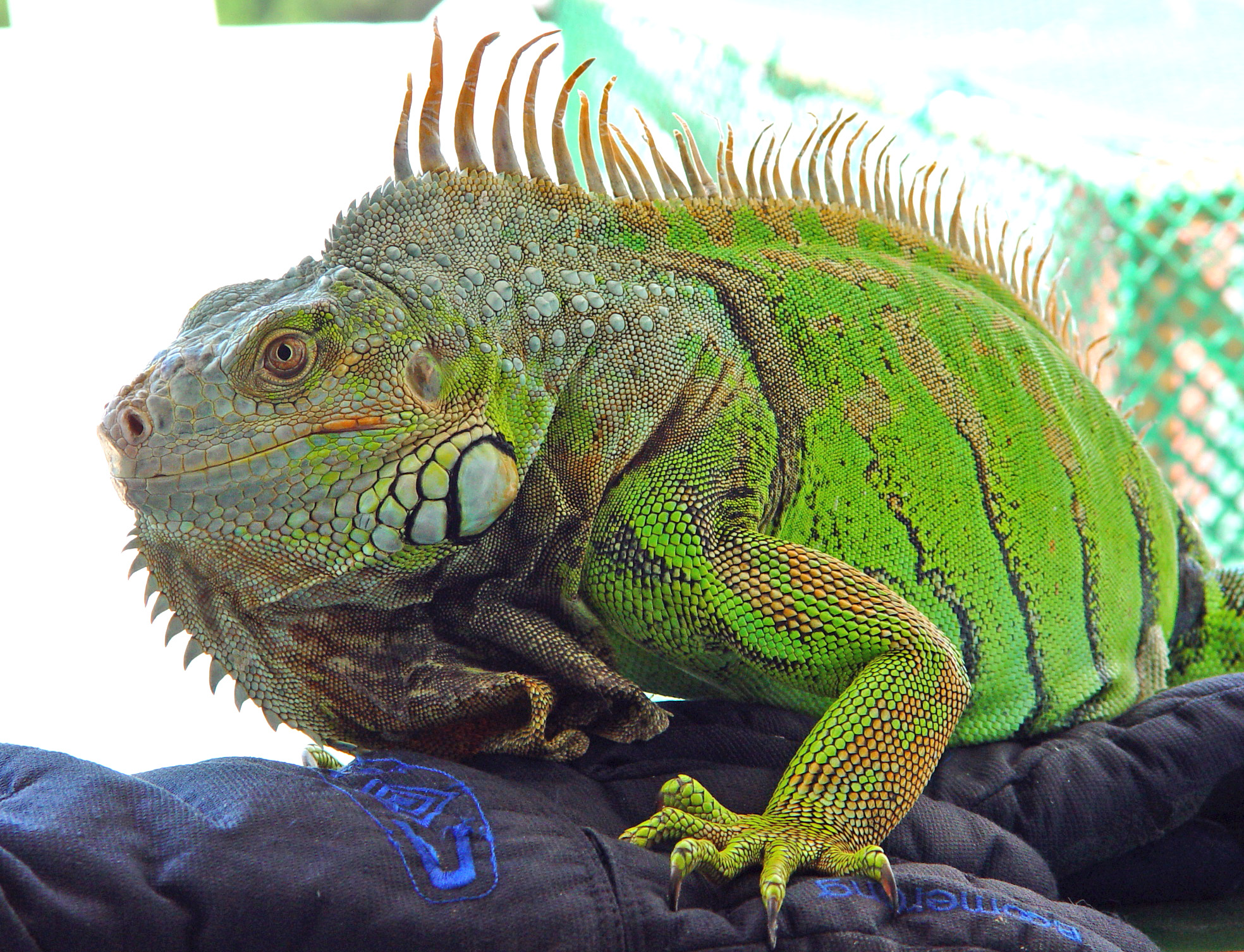
Iguana
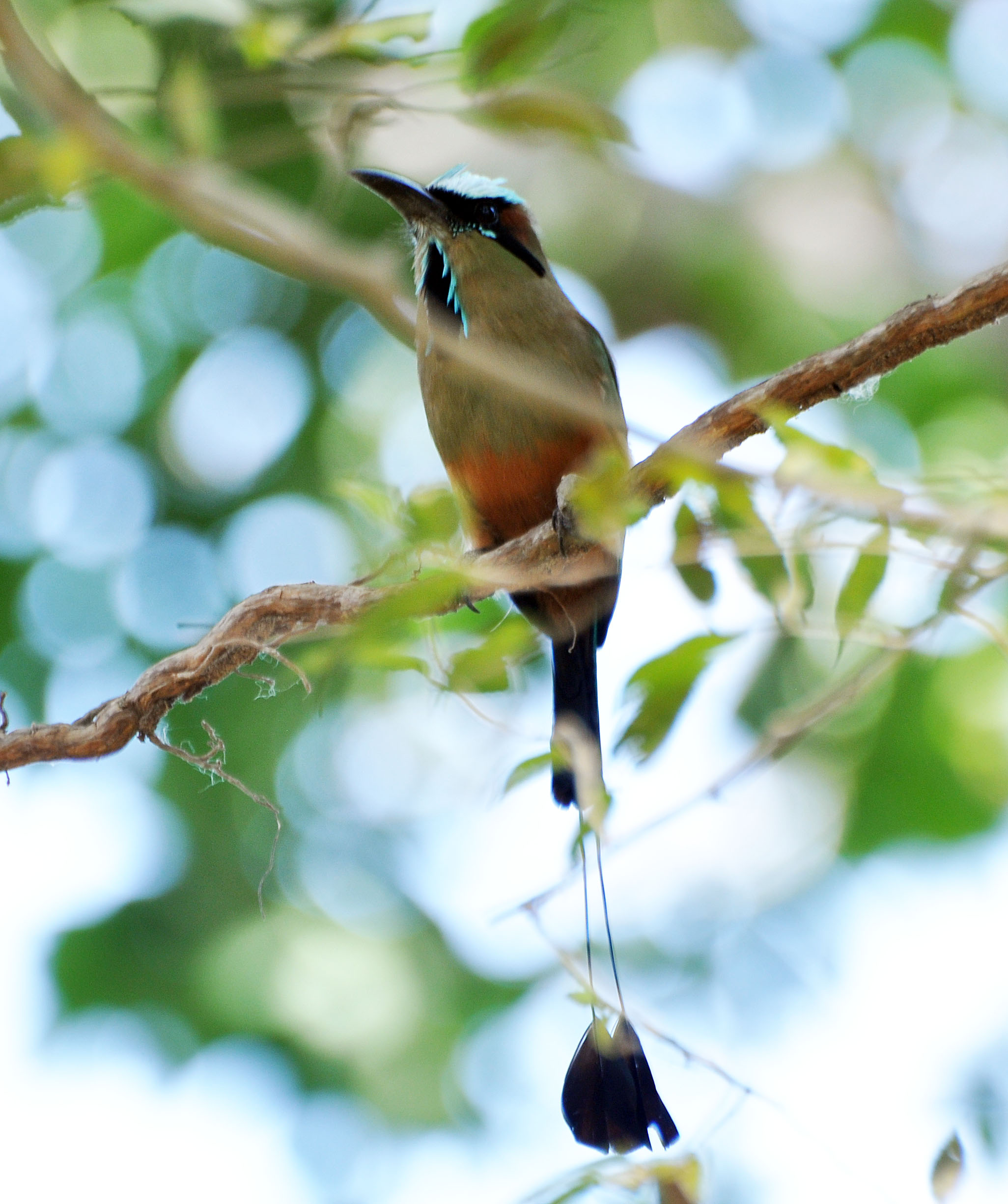
Torogoz
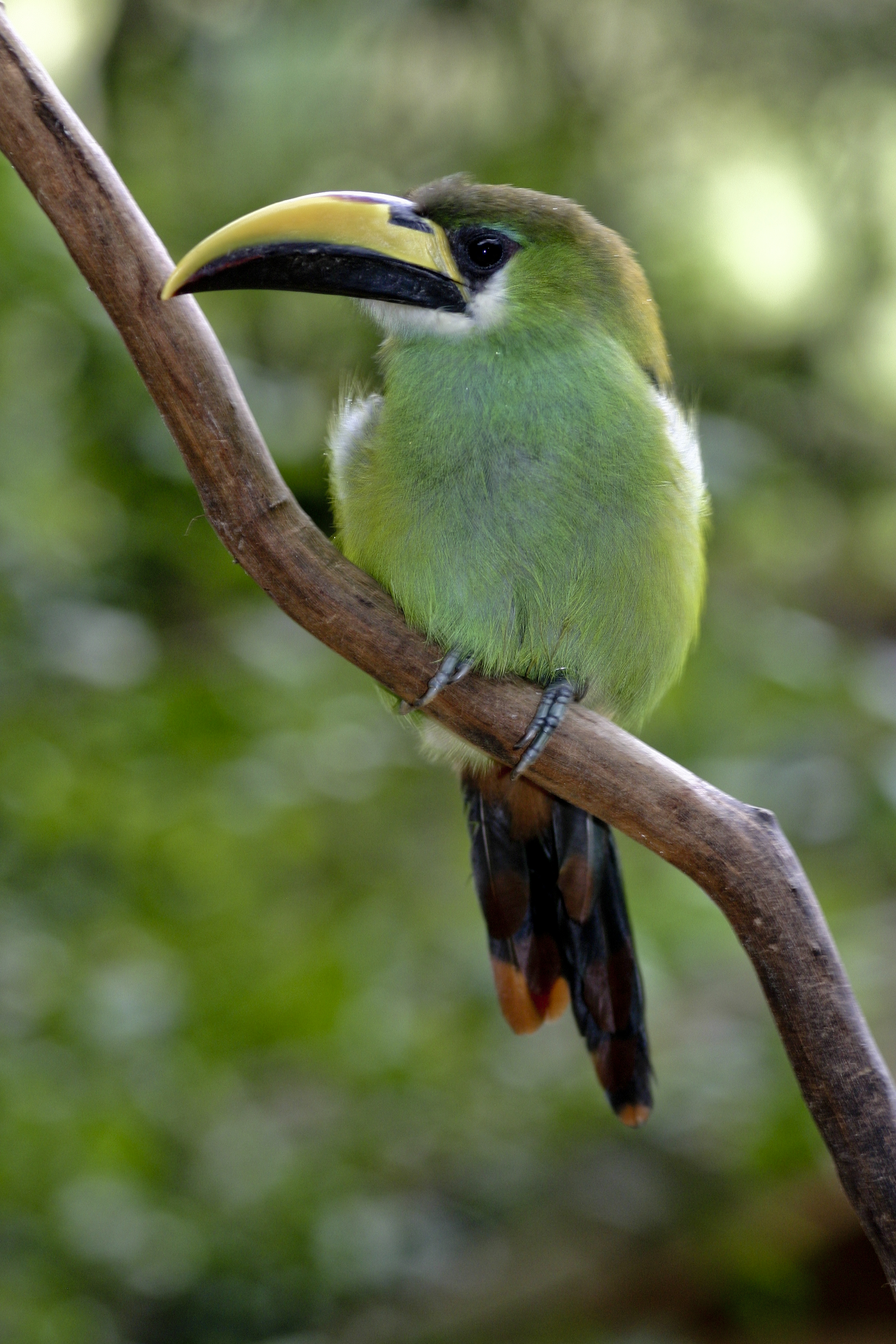
Tucan verde
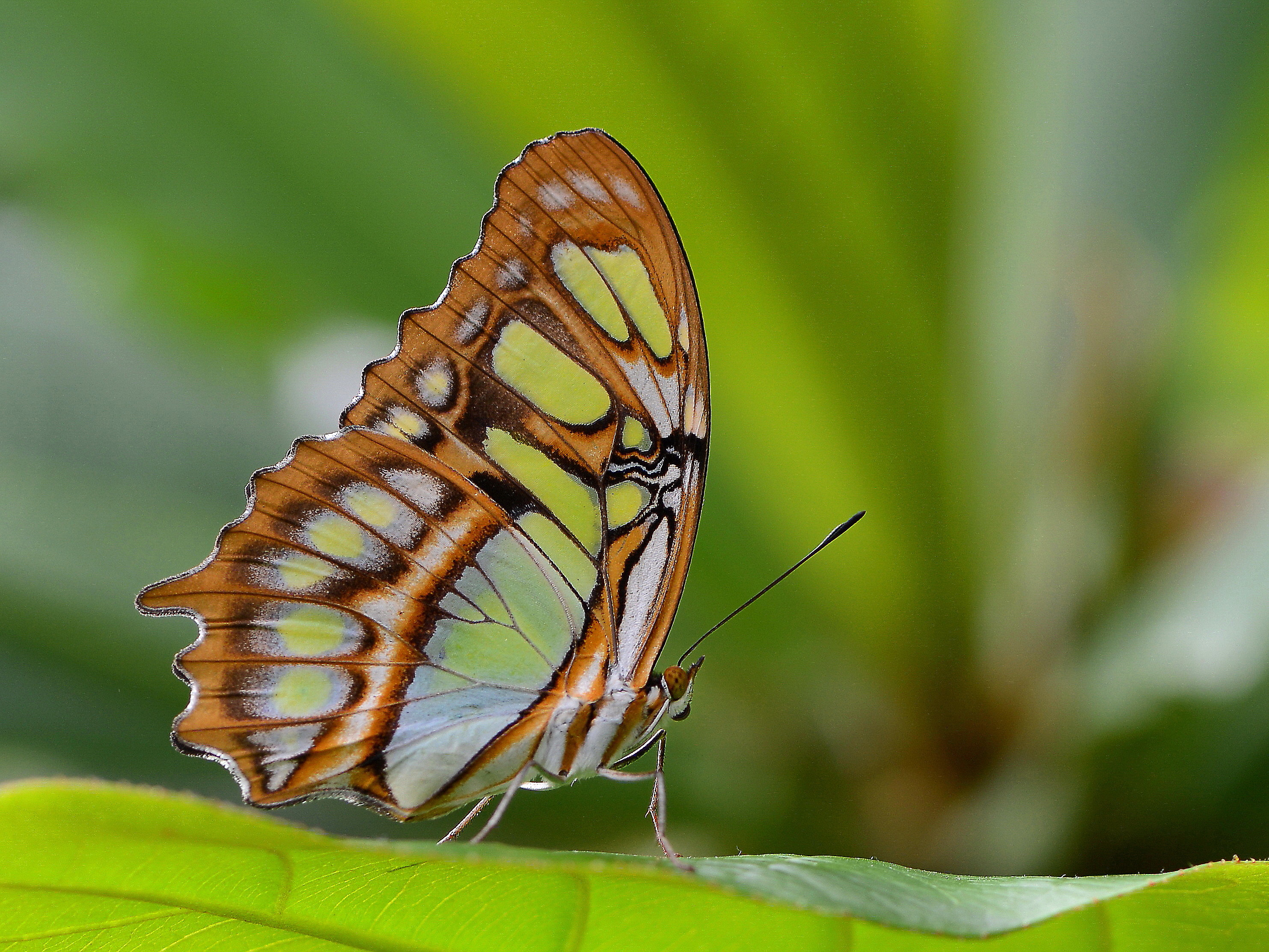
Mariposa camuflada verde
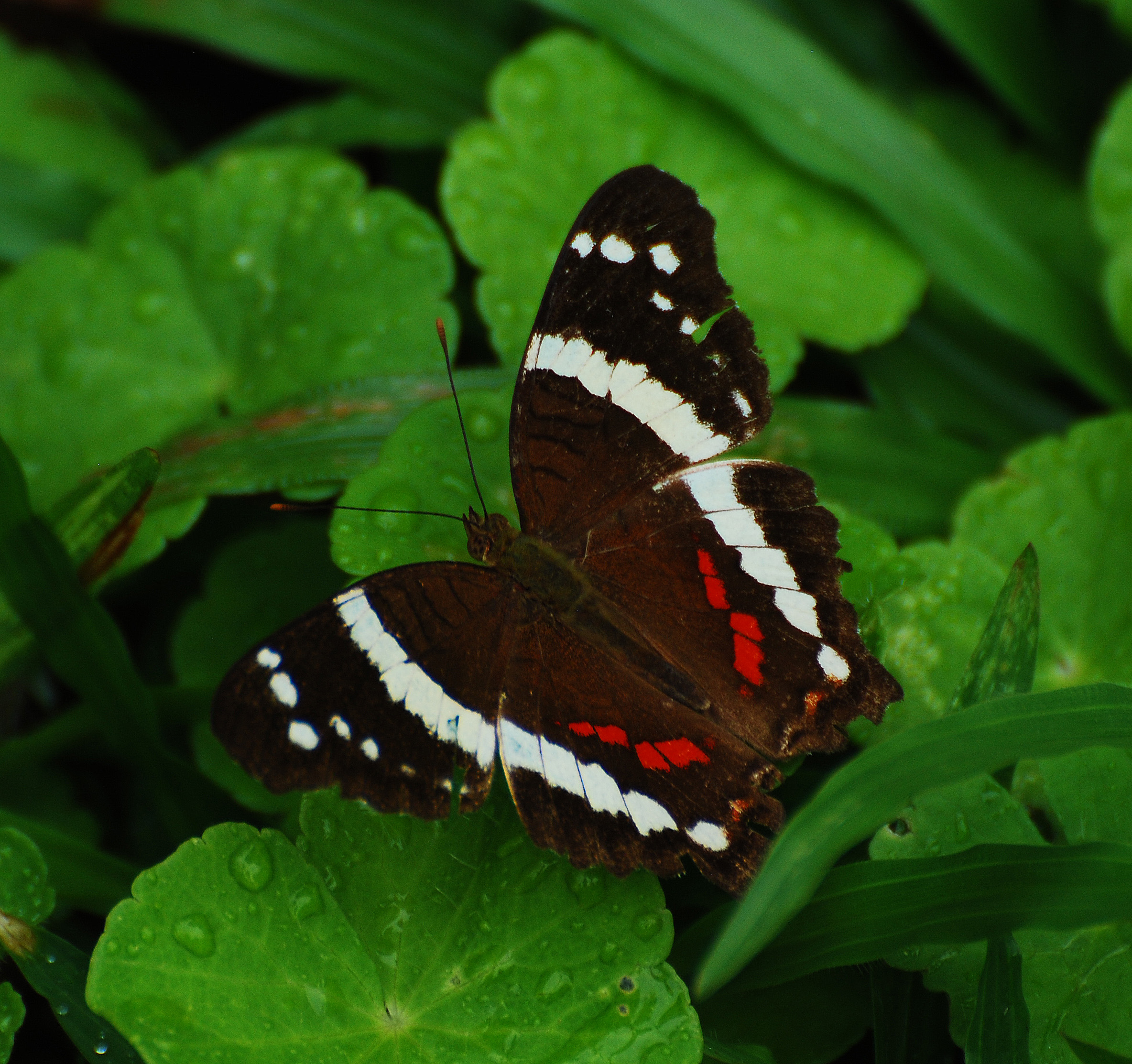
Mariposa pavo real
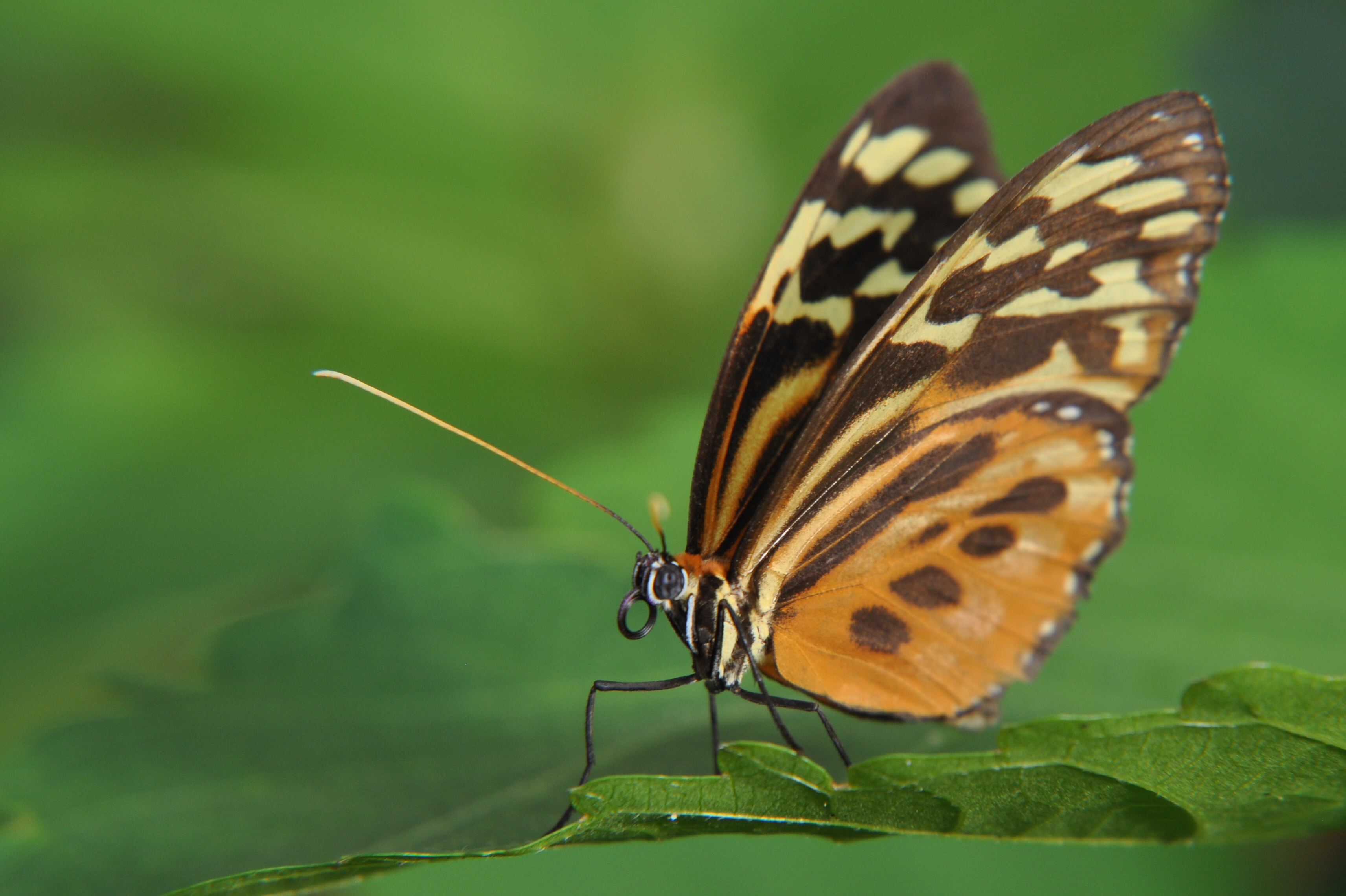
Mariposa tigre
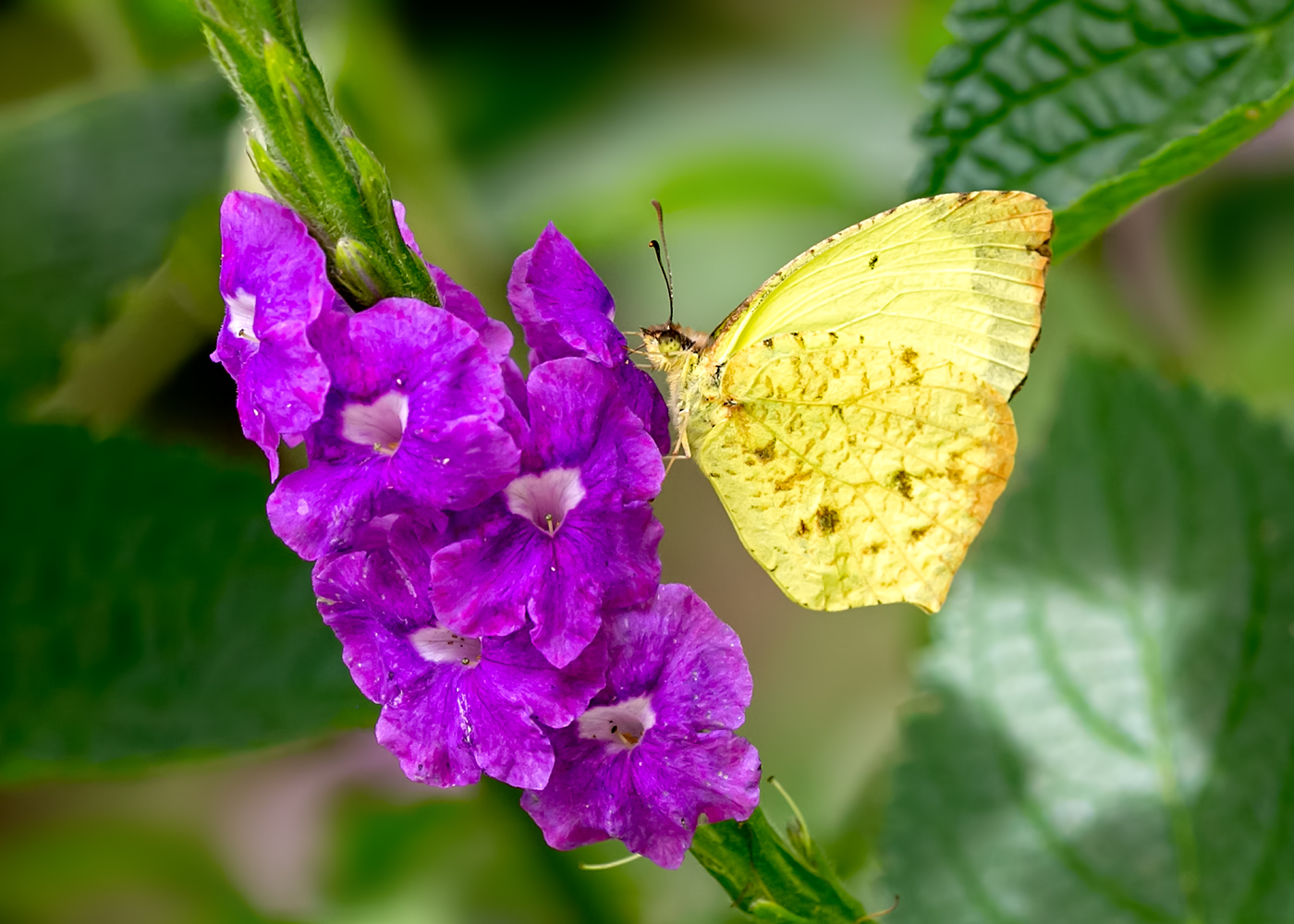
Mariposa salome amarillo
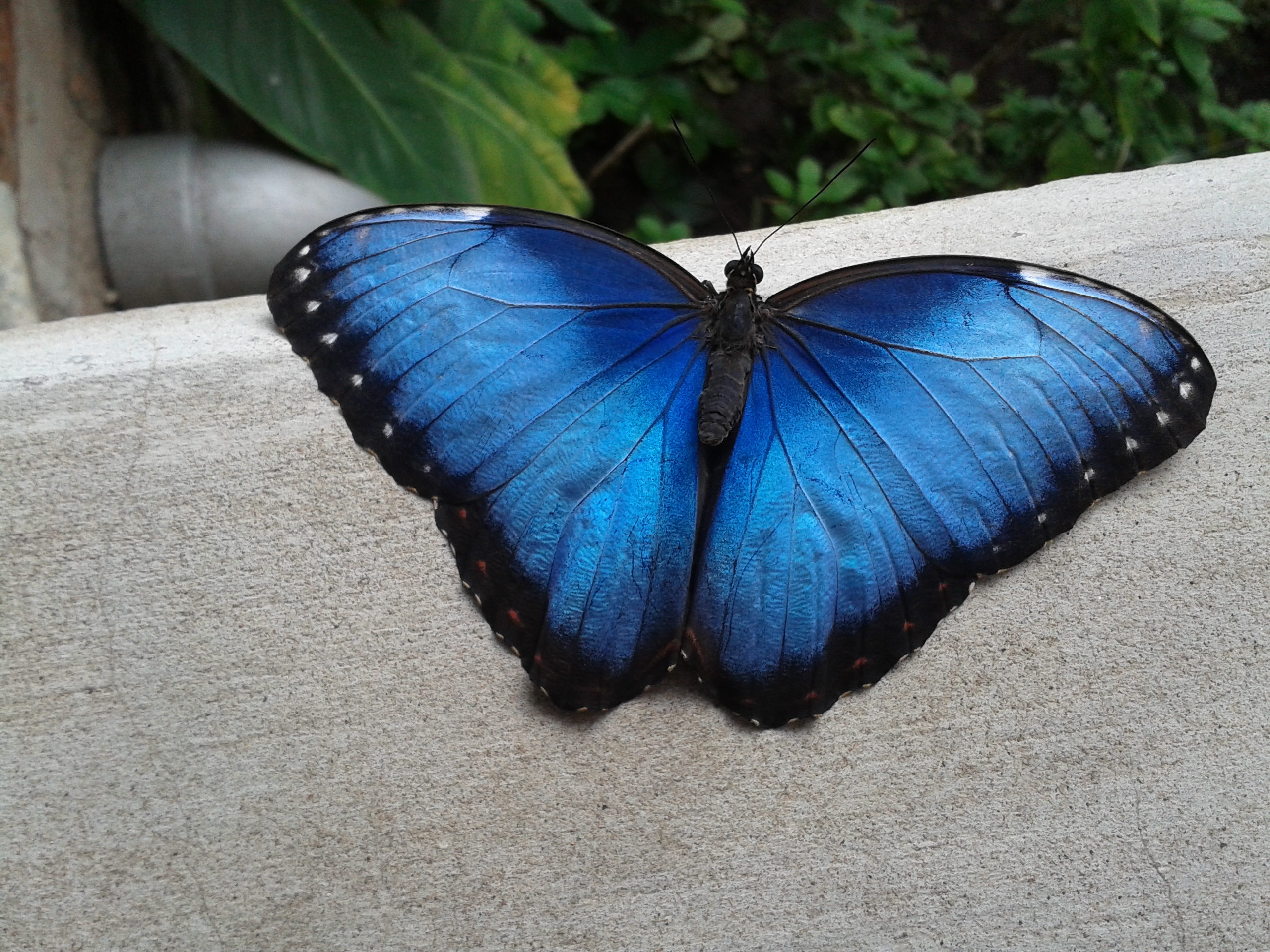
Mariposa Morpho
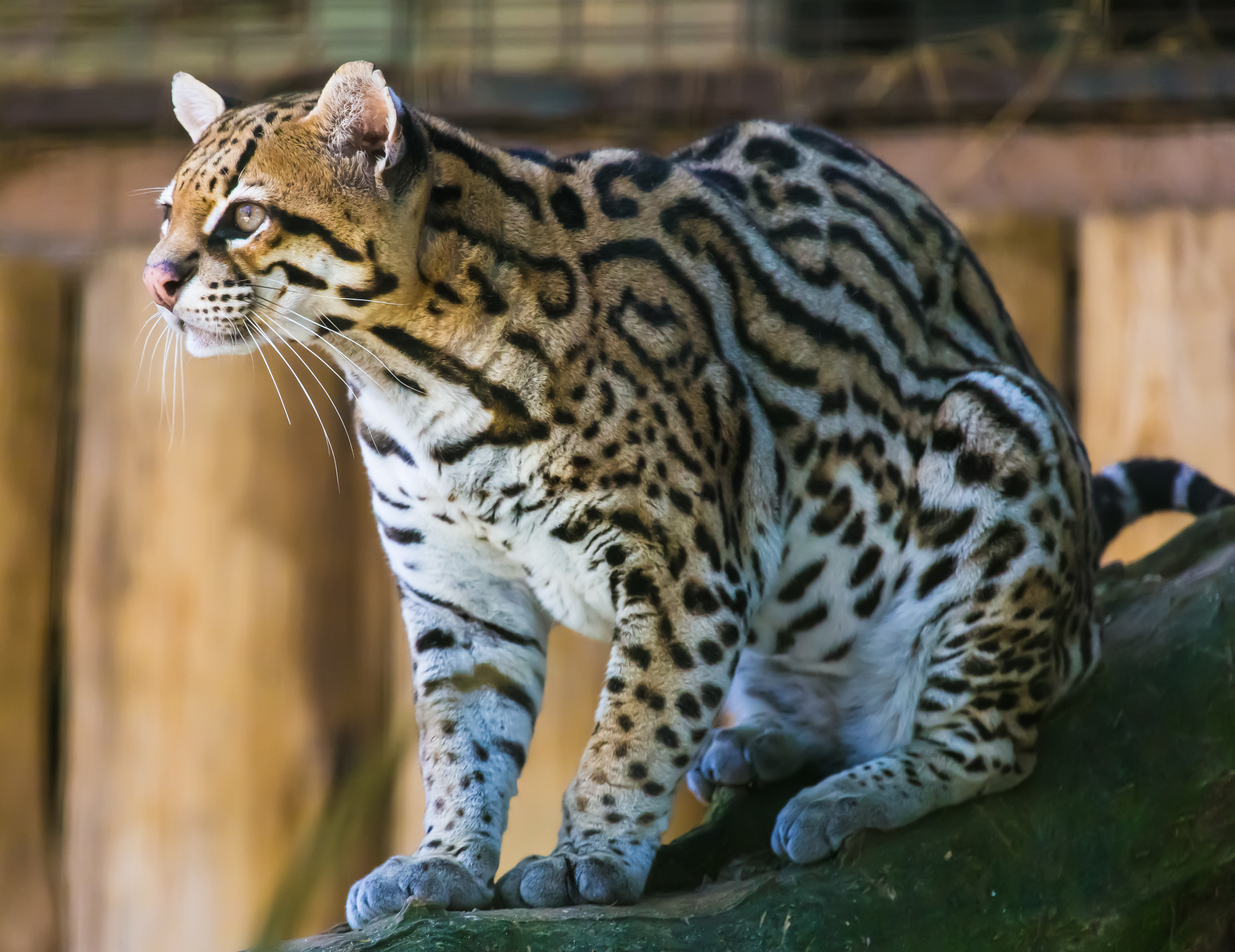
Ocelote
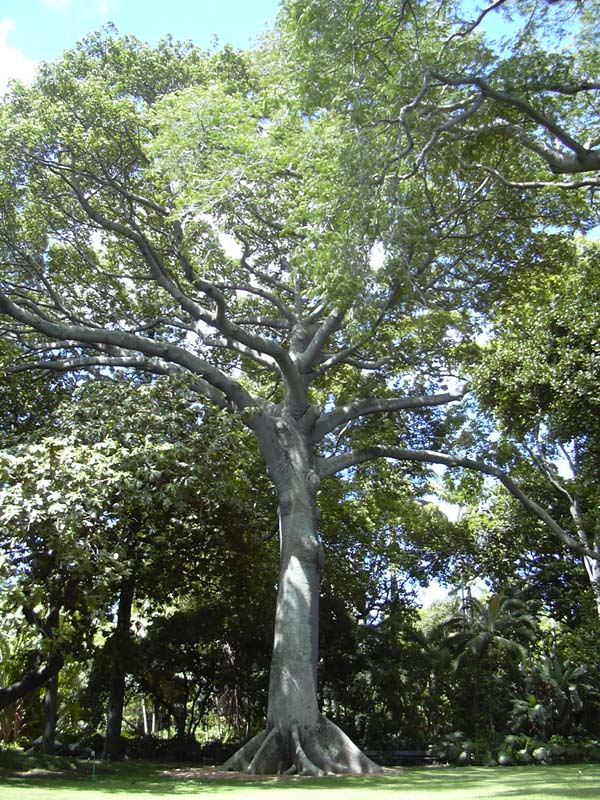
Ceiba
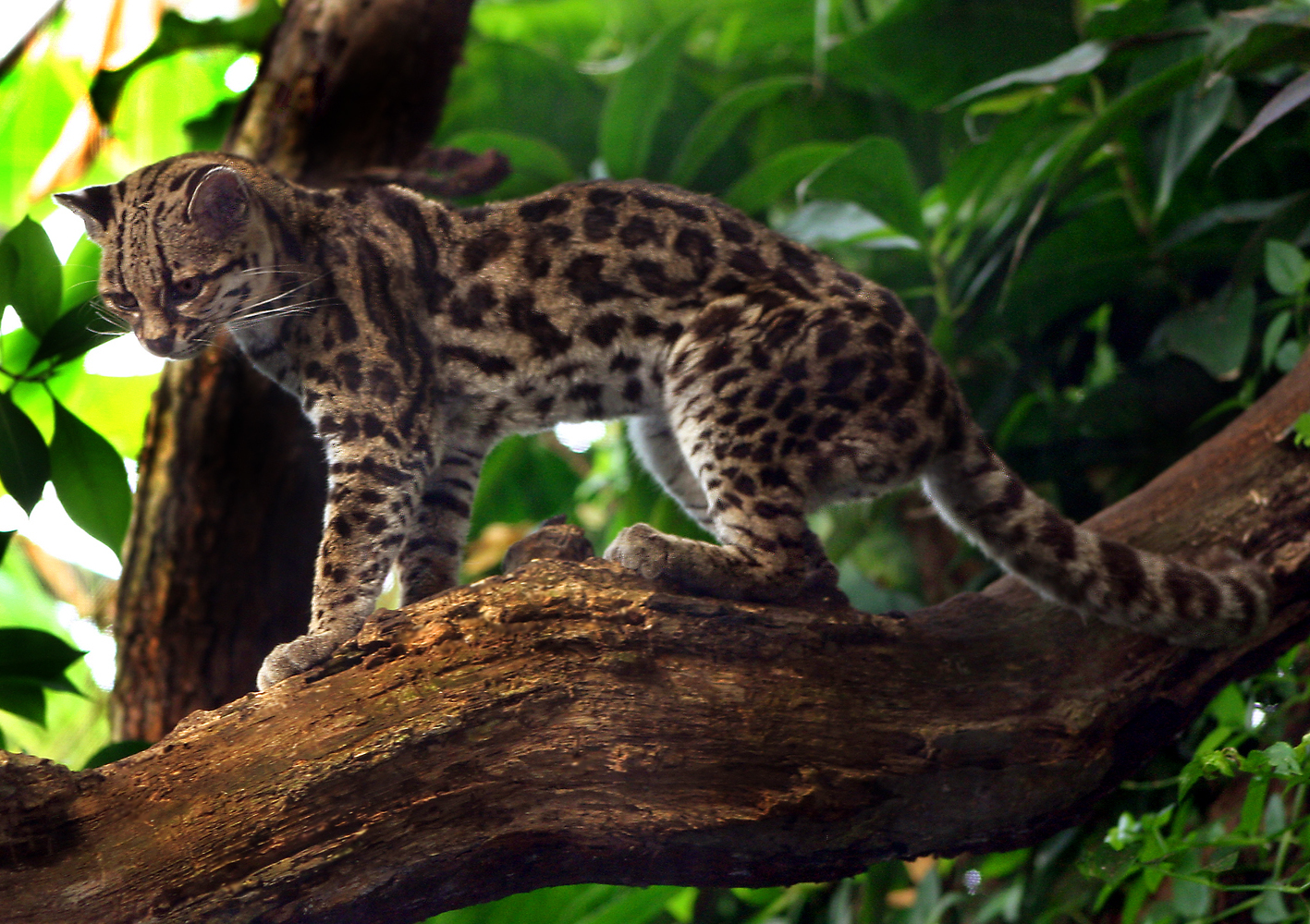
Tigrillo
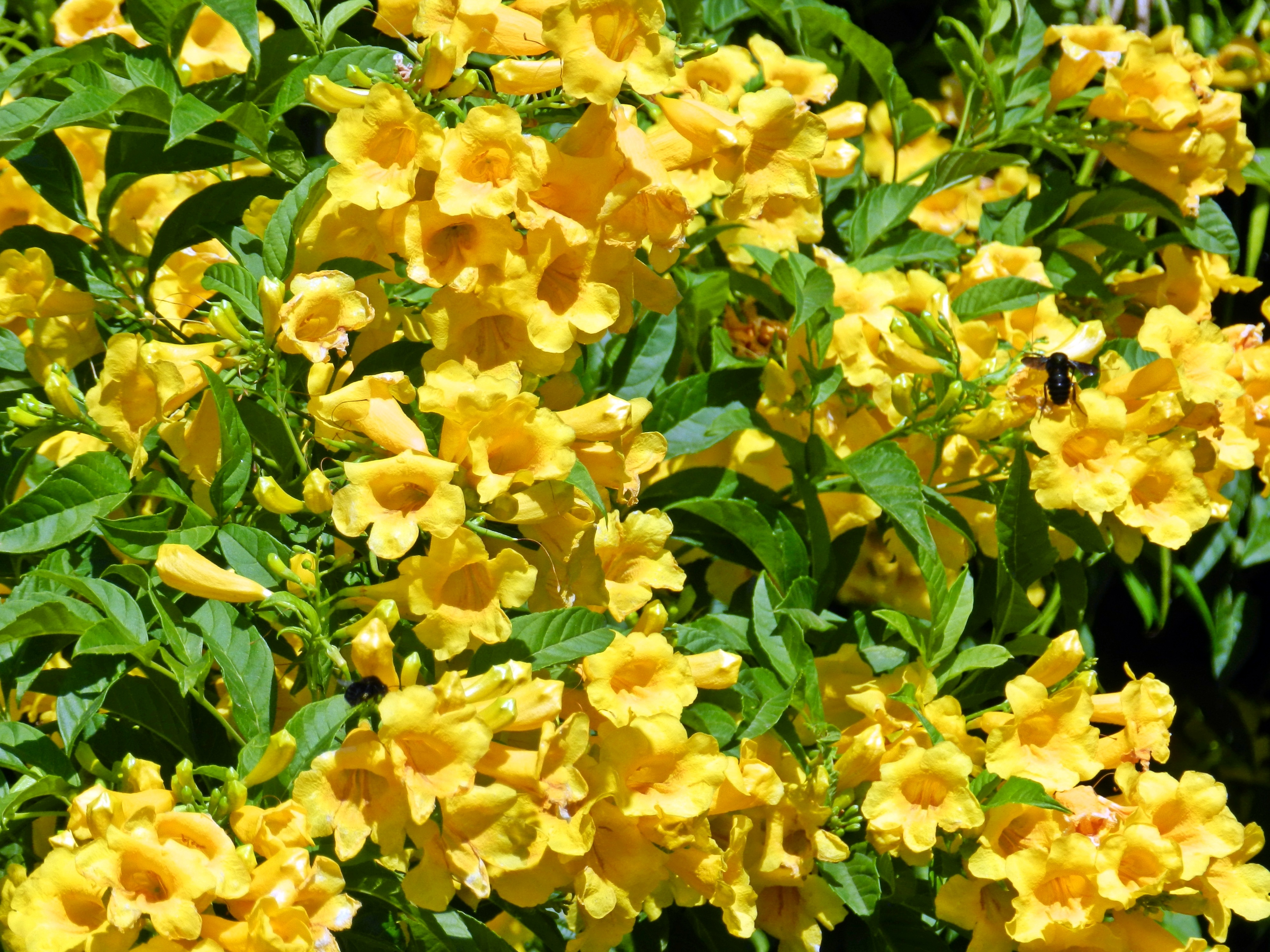
Flor de campana
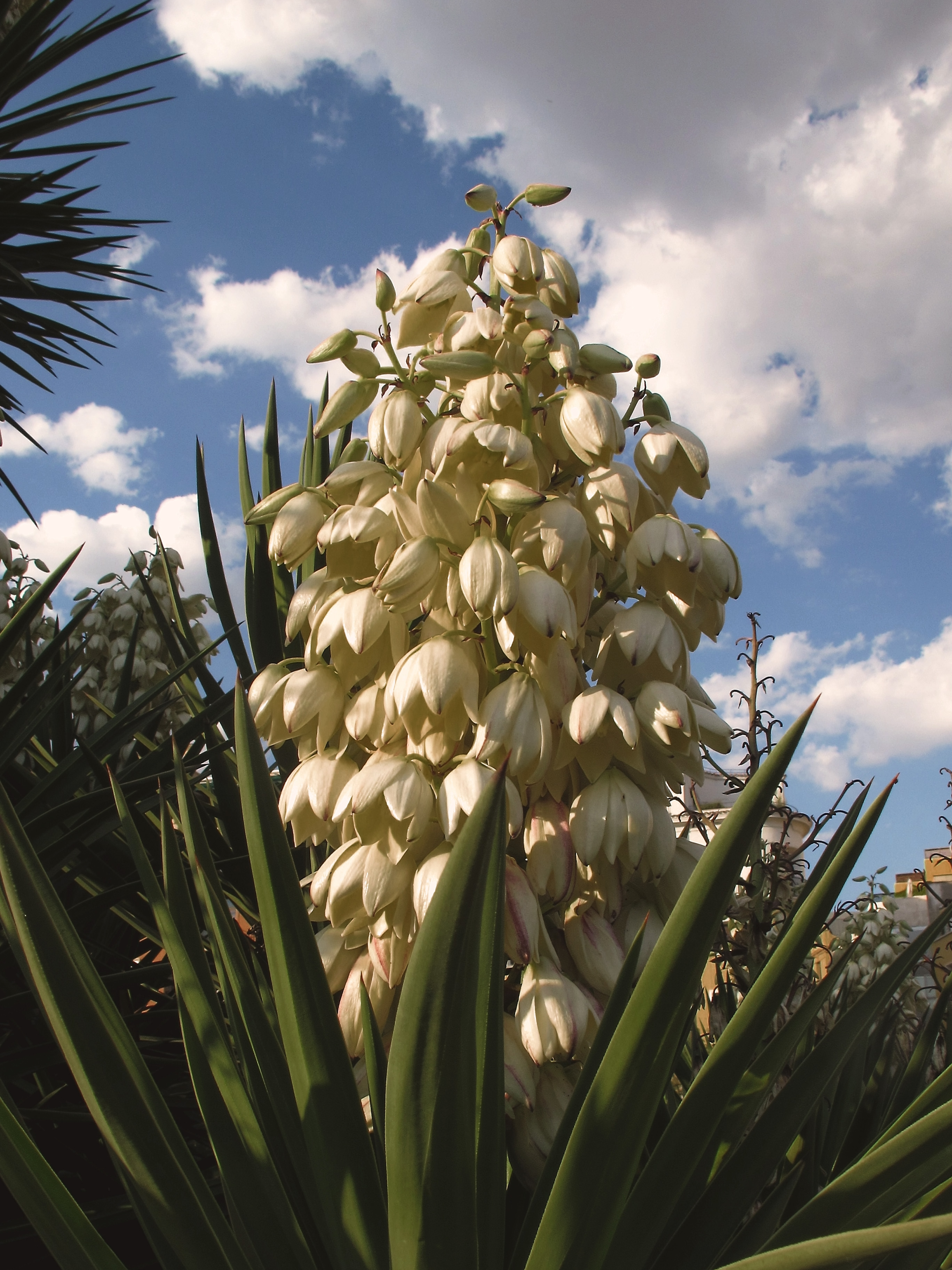
Flor de Izote
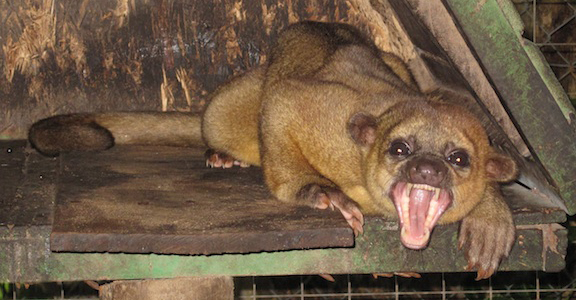
micoleón
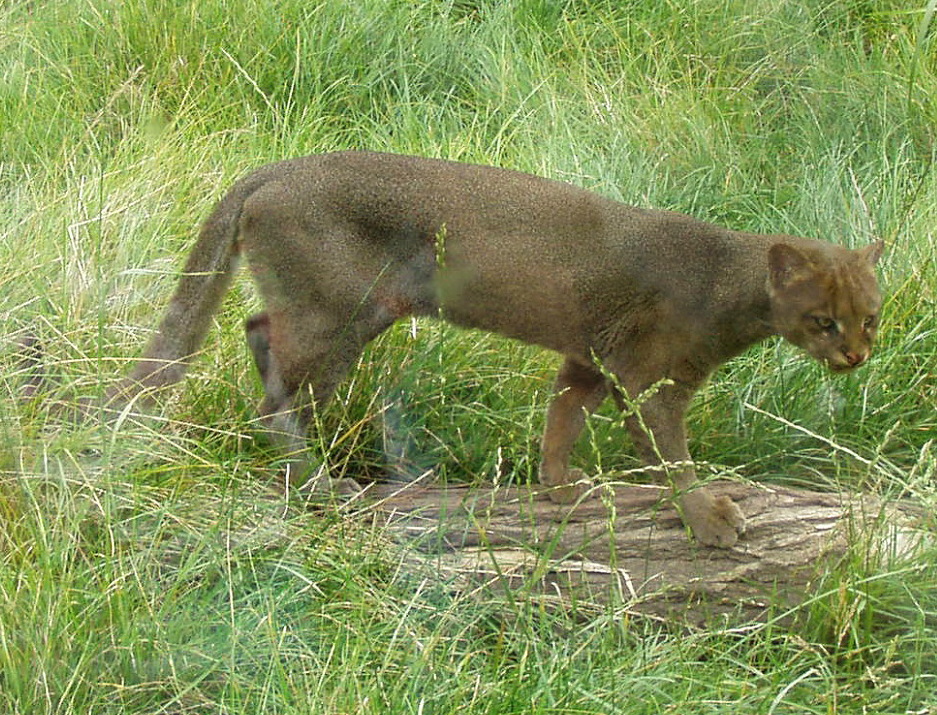
Gato zonto
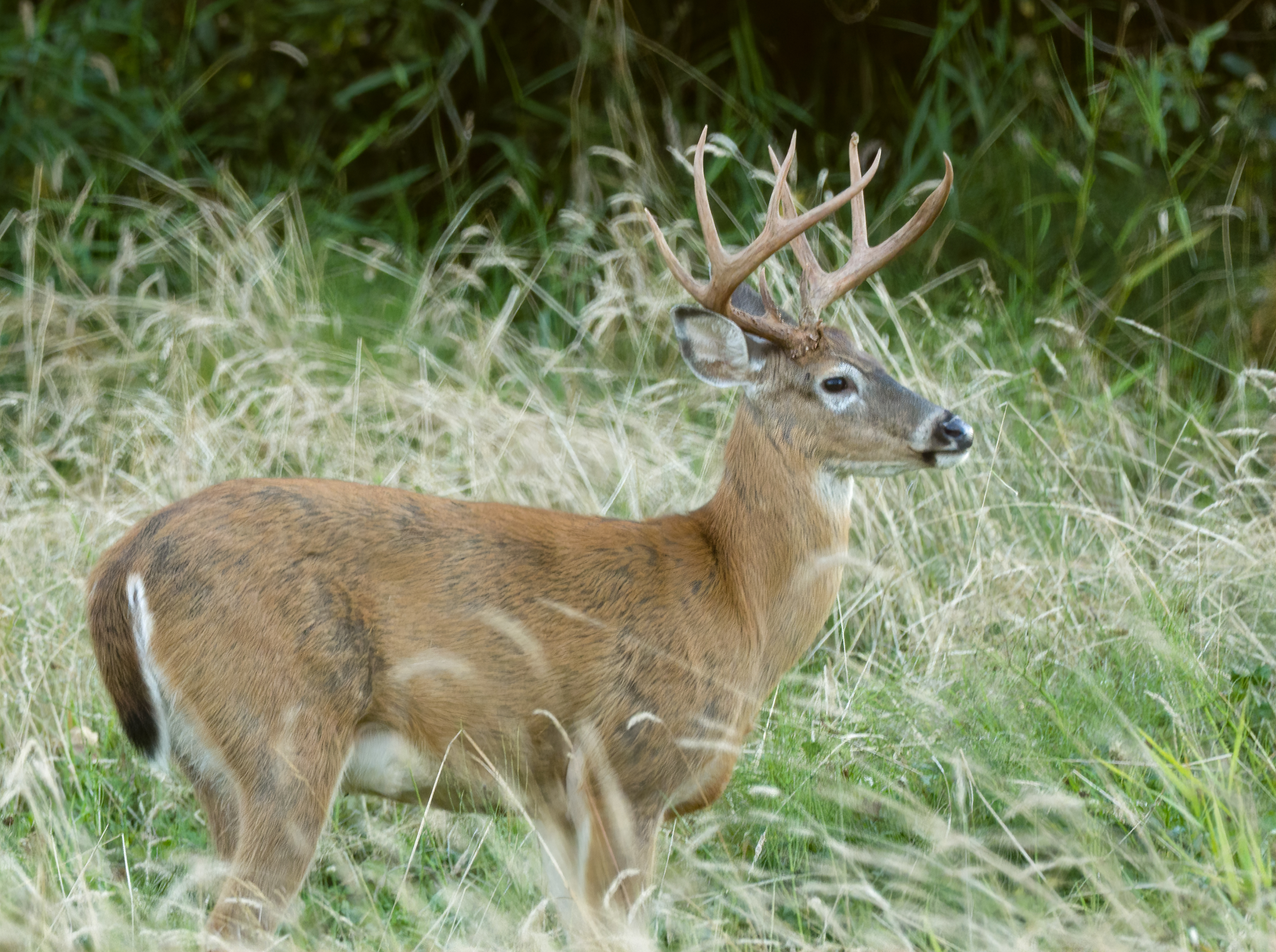
Venado cola blanca
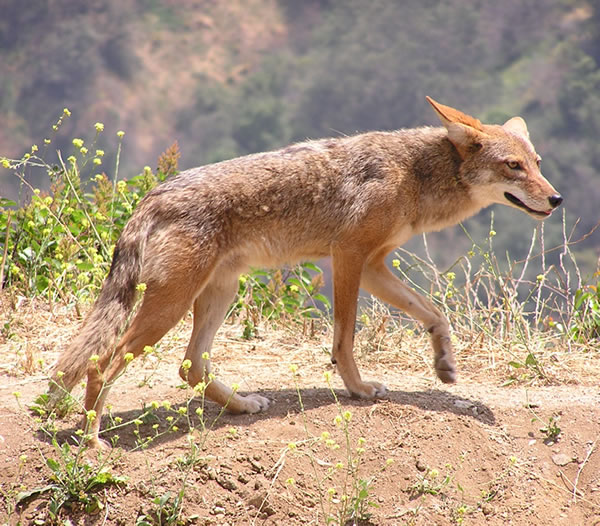
Coyote
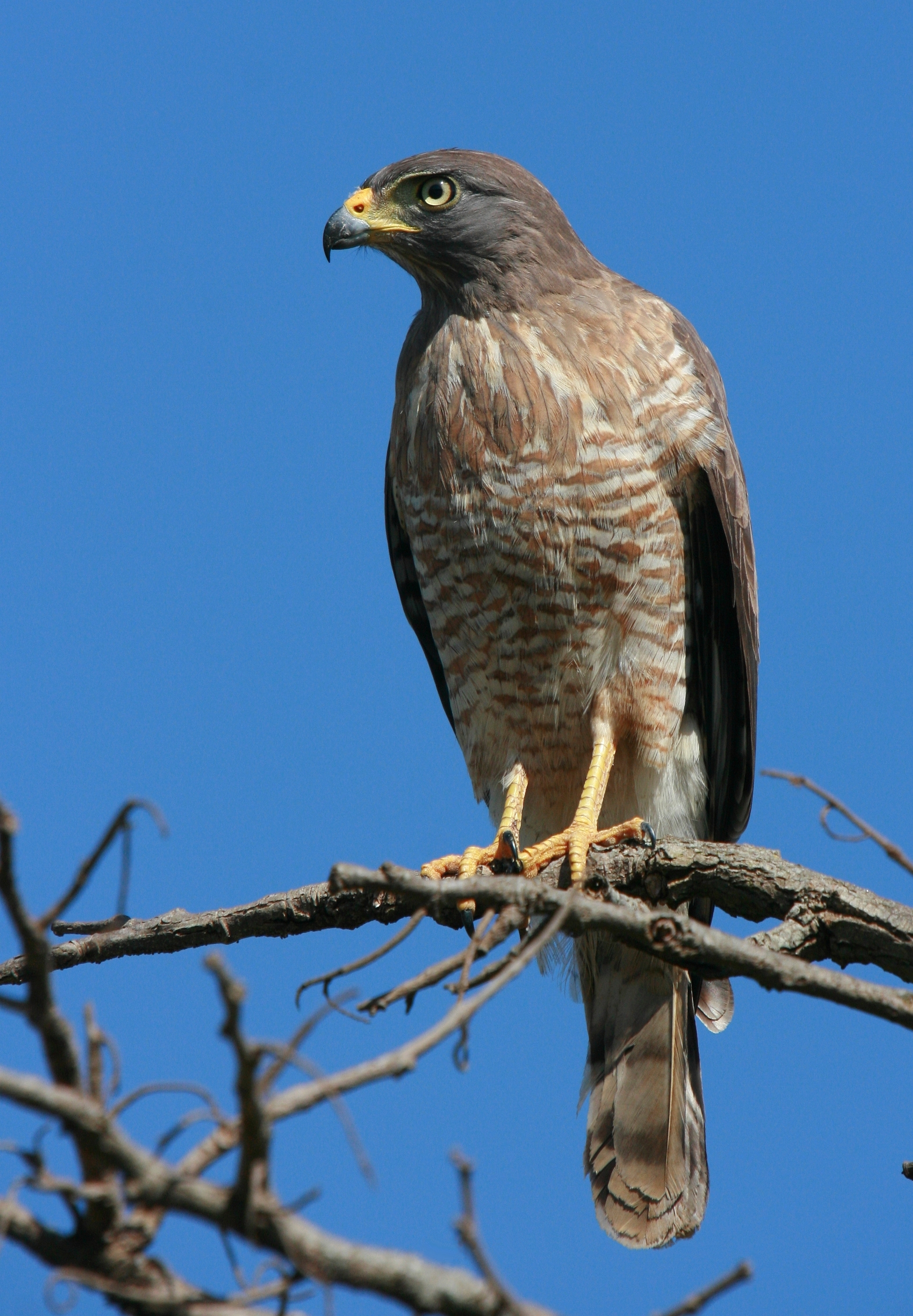
Gavilán
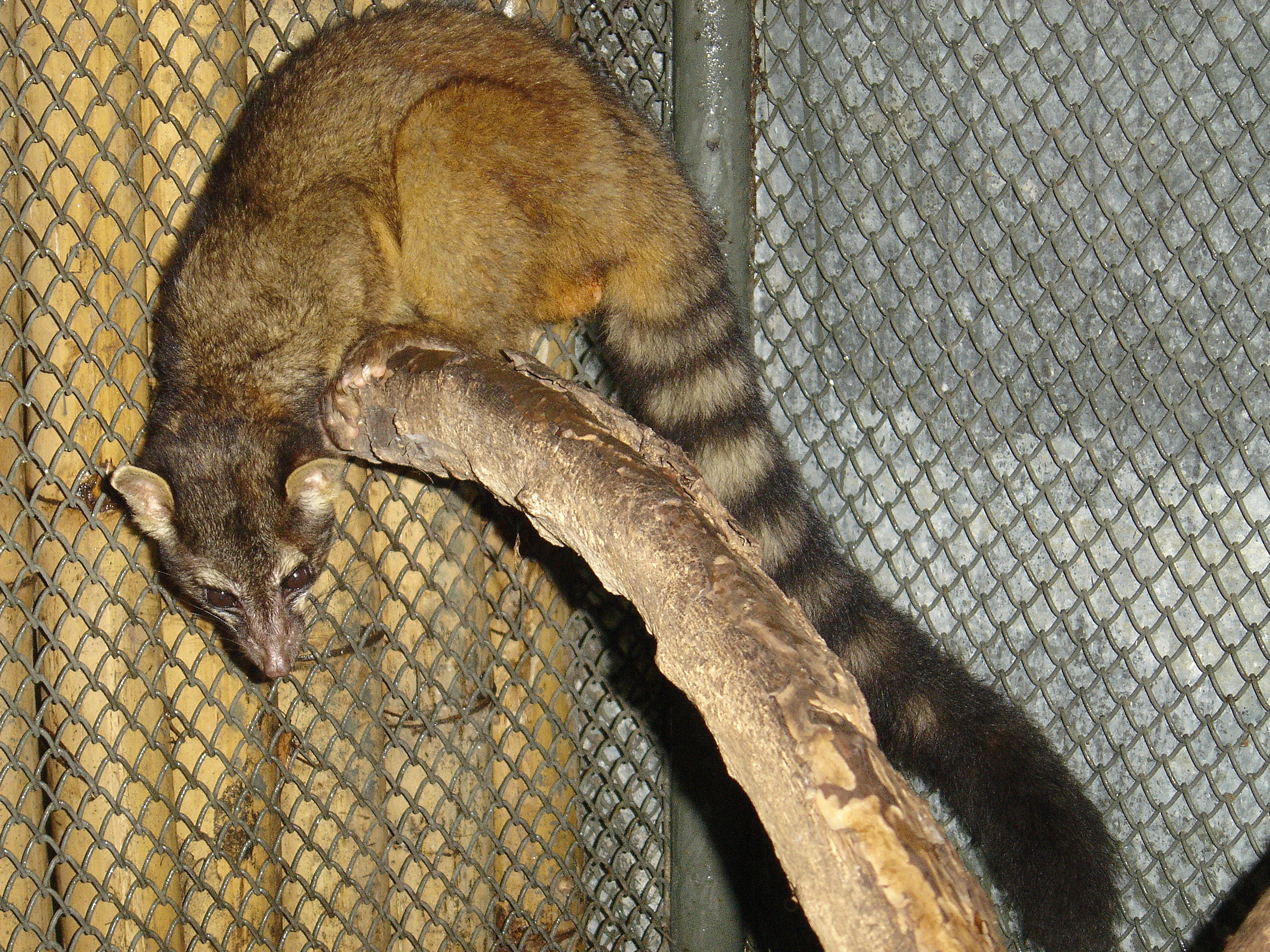
Basarisco